# Lunca (Ialomița)
Lunca (anteriormente Chioara) fue una localidad rumana del condado de Ialomița.

## Toponimia
Entre los nombres antiguos del lugar se encuentran Porceni y Chioara. En 1964 pasó a llamarse Lunca.

## Geografía
La localidad se encontraba en la margen derecha del río Ialomița, en una zona donde se producían inundaciones de forma relativamente frecuente. Hacia finales del siglo XIX, la localidad, que pertenecía al condado de Ialomița, formaba parte de la comuna homónima de Chioara.